# A magyar labdarúgó-válogatott mérkőzései 1926-ban
A magyar labdarúgó-válogatottnak 1926-ban nyolc mérkőzése volt, ebből 5 győzelem, 1 döntetlen és 2 vereség. A portugálok elleni mérkőzést 2002-ben tette hivatalossá az MLSZ.
Szövetségi kapitányok:
- Máriássy Lajos
- Kiss Gyula

## Eredmények
| 114. mérkőzés 1926. február 14. | Belgium | 0 – 2             | Magyarország           | Daring Club-pálya, Brüsszel Nézőszám: 28 000 Játékvezető: Johannes Mutters (NED) |
| 114. mérkőzés 1926. február 14. |         | (0 – 0) Részletek | Pipa 51' Rémay III 77' | Daring Club-pálya, Brüsszel Nézőszám: 28 000 Játékvezető: Johannes Mutters (NED) |

| 115. mérkőzés 1926. május 2. | Magyarország | 0 – 3             | Ausztria                    | MTK-pálya, Budapest Nézőszám: 35 000 Játékvezető: Karel Herites (TCH) |
| 115. mérkőzés 1926. május 2. |              | (0 – 2) Részletek | Eckl 8' Hanel 42' Cutti 55' | MTK-pálya, Budapest Nézőszám: 35 000 Játékvezető: Karel Herites (TCH) |

| 116. mérkőzés 1926. június 6. | Magyarország         | 2 – 1             | Csehszlovákia | FTC-pálya, Budapest Nézőszám: 30 000 Játékvezető: Giovanni Mauro (ITA) |
| 116. mérkőzés 1926. június 6. | Takács 31' Kohut 66' | (1 – 1) Részletek | Silny 38'     | FTC-pálya, Budapest Nézőszám: 30 000 Játékvezető: Giovanni Mauro (ITA) |

| 117. mérkőzés 1926. augusztus 20. | Magyarország                                  | 4 – 1             | Lengyelország | MTK-pálya, Budapest Nézőszám: 9 000 Játékvezető: Josip Fabris (YUG) |
| 117. mérkőzés 1926. augusztus 20. | Kautzky 9' Horváth 31' Fogl II 42' Senkey 58' | (3 – 0) Részletek | Stalinksy 38' | MTK-pálya, Budapest Nézőszám: 9 000 Játékvezető: Josip Fabris (YUG) |

| 118. mérkőzés 1926. szeptember 19. | Ausztria             | 2 – 3             | Magyarország                       | Hohe Warte Stadion, Bécs Nézőszám: 40 000 Játékvezető: Ladislav Štépanovský (TCH) |
| 118. mérkőzés 1926. szeptember 19. | Wessely 55' Höss 56' | (0 – 1) Részletek | Holzbauer 2' Jeszmás 62' Kohut 83' | Hohe Warte Stadion, Bécs Nézőszám: 40 000 Játékvezető: Ladislav Štépanovský (TCH) |

| 119. mérkőzés 1926. november 14. | Magyarország                 | 3 – 1             | Svédország      | FTC-pálya, Budapest Nézőszám: 35 000 Játékvezető: Erwin Braun (AUT) |
| 119. mérkőzés 1926. november 14. | Braun 4' Opata 30' Kohut 67' | (2 – 0) Részletek | T. Svensson 86' | FTC-pálya, Budapest Nézőszám: 35 000 Játékvezető: Erwin Braun (AUT) |

| 120. mérkőzés 1926. december 19. | Spanyolország                                      | 4 – 2             | Magyarország        | Vigo Nézőszám: 15 000 Játékvezető: Albert Prince-Cox (ENG) |
| 120. mérkőzés 1926. december 19. | Errazquin 12' 87' Guigura 17' Borsányi 66' (öngól) | (2 – 1) Részletek | Opata 36' Braun 84' | Vigo Nézőszám: 15 000 Játékvezető: Albert Prince-Cox (ENG) |

| 121. mérkőzés 1926. december 26. | Portugália | 3 – 3             | Magyarország          | Porto Nézőszám: 10 000 Játékvezető: José Llovera Mas (ESP) |
| 121. mérkőzés 1926. december 26. |            | (2 – 0) Részletek | Holzbauer ?' Braun ?' | Porto Nézőszám: 10 000 Játékvezető: José Llovera Mas (ESP) |

## Lásd még
- A magyar labdarúgó-válogatott mérkőzései (1902–1929)
- A magyar labdarúgó-válogatott mérkőzései országonként